# Ghada Shouaa
Ghada Shouaa (arabiska: غادة شعاع), född 10 september 1972 i den lilla syriska staden Muhardeh i provinsen Hama, är en tidigare syrisk friidrottare (mångkampare) som under de olympiska spelen i Atlanta 1996 vann Syriens första, och hittills enda, olympiska guldmedalj. Hon vann dessutom VM-guld i Göteborg 1995.

## Karriär
Shouaa började som basketbollspelare, hon spelade i det syriska landslaget under några år innan hon bestämde sig för att börja med sjukamp inom friidrott istället. Sin första sjukamp gjorde hon 1991 vilket resulterade i att hon omedelbart skickades till 1991 års världsmästerskap i Tokyo där hon dock kom sist. Hon fortsatte sin första friidrottssäsong med att vinna en silvermedalj under de asiatiska mästerskapen samma år.
Sin olympiska debut gjorde Shouaa i Barcelona 1992 där hon skadade sig och kom på 25:e plats. Slog igenom gjorde hon inte förrän under 1995 då hon först vann den viktiga (bland mångkampare) sjukampstävlingen i Götzis med 6715 poäng och sen  VM i Göteborg där mångkampens stora stjärna Sabine Braun drog sig ur p.g.a skada och Shouaa kunde vinna komfortabelt med 6651 p (tvåan Svetlana Moskalets gjorde 6575 p).
Året efter vann Shouaa i Götzis igen där hon satte nytt asiatiskt rekord (6942 p, gäller än idag). I de olympiska spelen i Atlanta 1996 som följde efter det vann hon Syriens första och hittills enda olympiska guldmedalj med 6780 p (före tvåan Natalia Sazanovitj från Vitryssland som gjorde 6563 p). En svår skada spolierade säsongerna 1997 och 1998. 1999 gjorde Shouaa comeback i VM 1999 i Sevilla där hon slutade trea med 6500 p (Eunice Barber vann på 6861 p och tvåan Denise Lewis gjorde 6724 p).
Shouaa fick stora delar av sin karriär förstörd av skador och valde att sluta sin aktiva karriär efter OS i Sydney 2000 där hon försökte försvara sitt OS-guld från 1996 men hon skadades och bröt redan under den första grenen. Denise Lewis vann OS-guldet med 6584 p, 358 poäng under Shouaas personbästa.